# Administration des chemins de fer de l'État
 (mars 2013).
Si vous disposez d'ouvrages ou d'articles de référence ou si vous connaissez des sites web de qualité traitant du thème abordé ici, merci de compléter l'article en donnant les références utiles à sa vérifiabilité et en les liant à la section « Notes et références ».
L'Administration des chemins de fer de l’État, ou Réseau de l’État (et non « Compagnie » comme parfois appelée à tort ; ce terme désignant alors une société commerciale) a été créée par le gouvernement français à la fin du XIXe siècle et complétée au début du XXe siècle. Son réseau résulte de l'incorporation des concessions successives de petites compagnies tombées en déshérence et de la faillite de la Compagnie des chemins de fer de l'Ouest. Après l'absorption de cette Compagnie, le réseau était également dénommé Ouest-État.

## Historique

### Les débuts

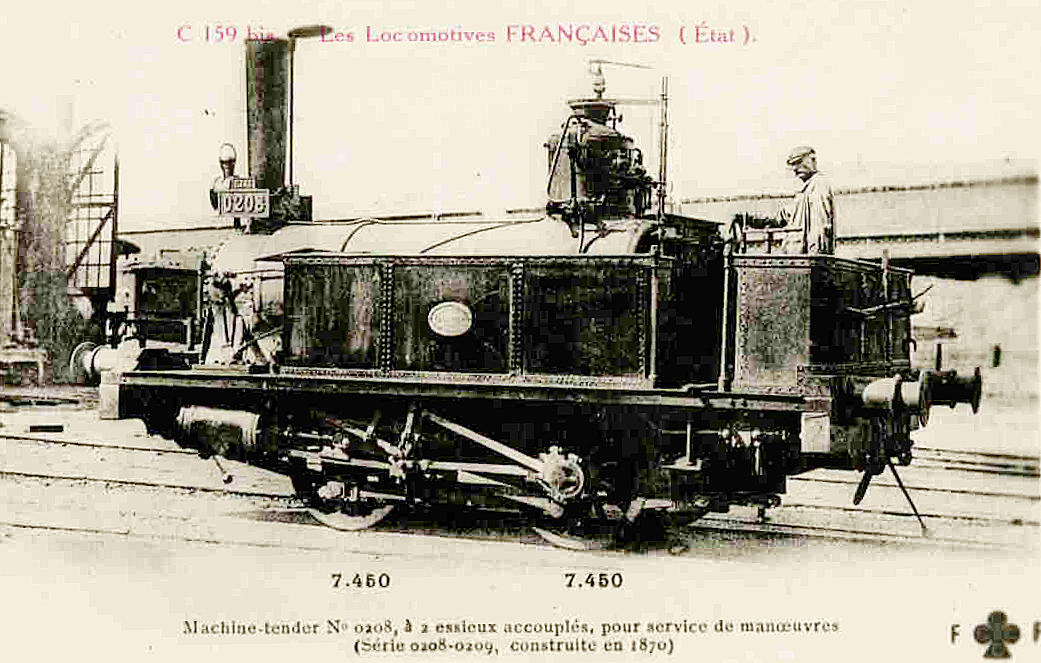
Locomotive L. Corpet 0208 État, ex 501 CF des Charentes.

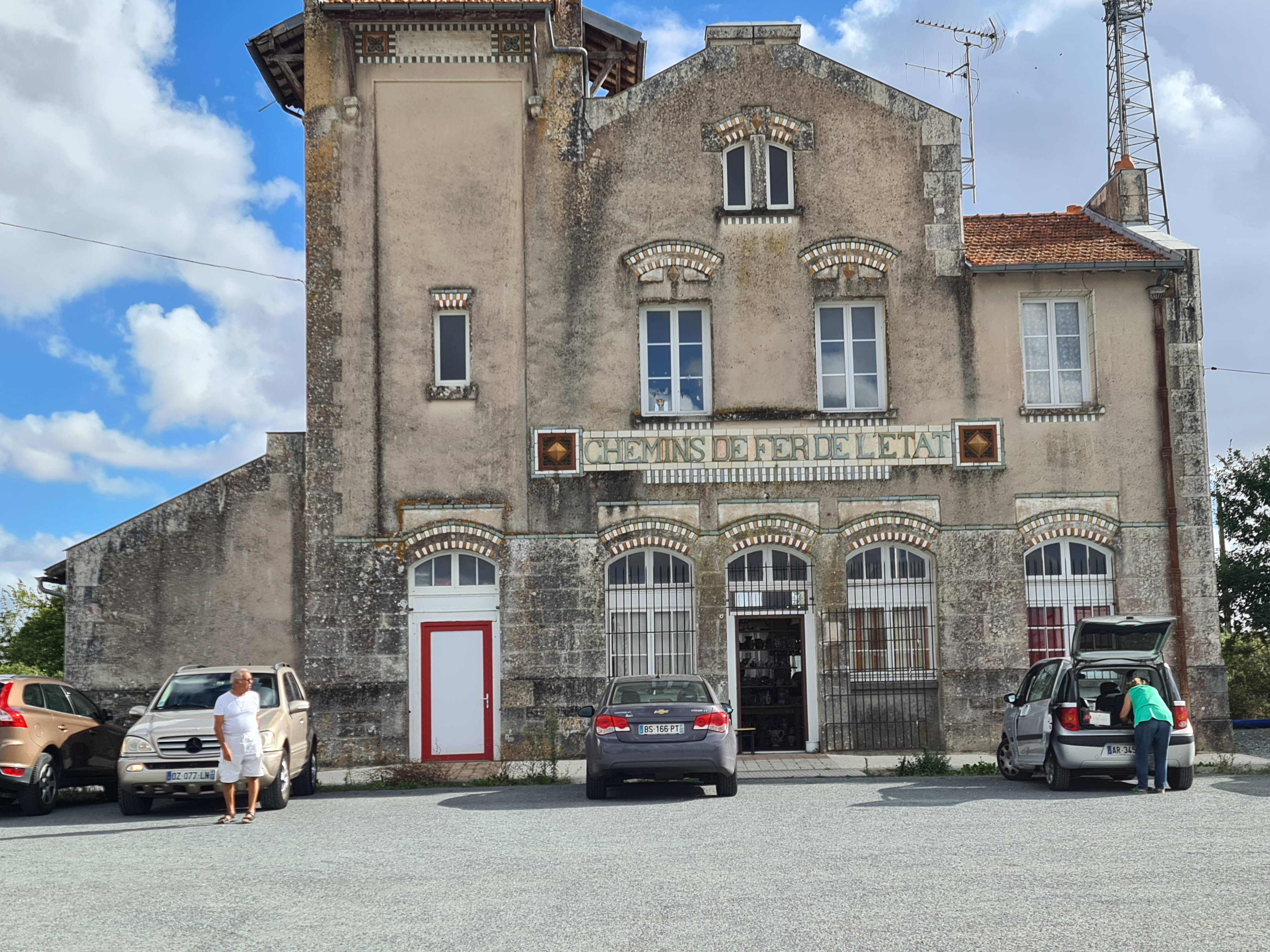
Ancienne gare de St-Romain-de-Benet à l'enseigne des chemins de fer de l'état

L’Administration des chemins de fer de l’État est créée par décret le 25 mai 1878 ; son premier directeur d’exploitation est Adolphe Matrot. Elle reprend l’exploitation de 2 600 km de lignes concédées à dix compagnies concessionnaires défaillantes situées entre la Loire et la Garonne :
- Compagnie des chemins de fer des Charentes,
- Compagnie des chemins de fer de la Vendée,
- Compagnie du chemin de fer de Bressuire à Poitiers,
- Compagnie du chemin de fer de Saint-Nazaire au Croisic,
- Compagnie du chemin de fer d'Orléans à Châlons,
- Compagnie du chemin de fer de Clermont à Tulle,
- Compagnie du chemin de fer d'Orléans à Rouen,
- Compagnie du chemin de fer de Poitiers à Saumur,
- Compagnie des chemins de fer d'intérêt local de Maine-et-Loire et Nantes[3],
- Compagnie des chemins de fer nantais.

Dans les années 1880, des échanges de lignes sont effectués avec la Compagnie du chemin de fer de Paris à Orléans pour donner une cohérence au réseau de l’État : la ligne de Saint-Nazaire au Croisic lui est cédée, en échange de la ligne de Nantes aux Sables-d'Olonne.
À ses débuts, ce réseau est réputé lourdement déficitaire. En effet, toutes ces lignes se sont confirmées peu rentables : profil mal tracé en plan et en profil, desserte de régions agricoles peu denses et peu riches, faible trafic marchandises, trafic voyageurs faible en général, mais nécessitant d’importants moyens matériels pour faire face à de rares pointes…

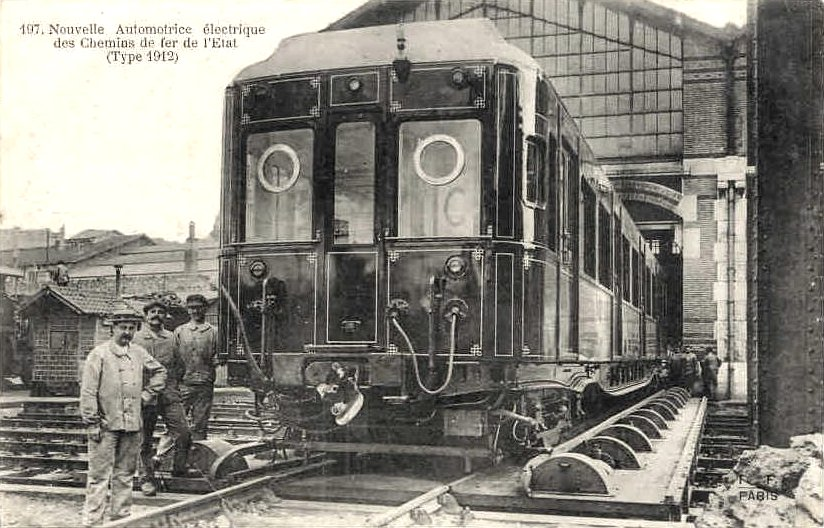
Automotrice État de 1912.

Le 18 novembre 1908, l'État rachète la Compagnie des chemins de fer de l'Ouest. Le bilan est toujours déficitaire. Les deux tiers du trafic voyageurs du réseau sont réalisés en banlieue parisienne ; le réseau représente la moitié du trafic banlieue toutes compagnies confondues.
Même après l’électrification des lignes de banlieue de Saint-Lazare vers 1925 par troisième rail latéral, la situation du réseau de l’État ne s’améliore pas notablement.

### L'ère Dautry
En 1928, Raoul Dautry est nommé à la tête du réseau de l'État. Il s'attache à reconquérir les clients, notamment face à la concurrence de la route.
Il entreprend de grands travaux de modernisation des infrastructures, la reconstruction de gares, l'ouverture de nouvelles lignes. L'électrification de la ligne Paris-Le Mans en 1937 représente le couronnement de ces efforts ; la ligne est un fleuron de la modernité. Raoul Dautry et Adrien Marquet voulaient électrifier cette portion de ligne en 3 000 volts continu pour limiter l'investissement ; cependant, les autorités militaires françaises  imposent la tension de 1 500 V continu qui nécessite des équipements de ligne plus lourds (caténaires et sous-stations). Des matériels modernes  sont mis en service : automotrice Budd, en acier inoxydable.
Sous son impulsion, plus de 600 nouvelles voitures à voyageurs très confortables sont commandées. Cinquante d'entre elles reçoivent même un aménagement luxueux, ce qui contribue au prestige de la ligne.
Le Réseau de l'État se lance dans l'aventure de l'autorail dès 1922 avec les premiers essais de l'automotrice Schneider. En 1929, l'État passe une première commande de modèles Renault (dont l'usine de Billancourt, d'où sortira toute la production ferroviaire de Renault, était embranchée à la ligne des Moulineaux). En 1931, elle prête des sections de la ligne Paris-Chartres par Gallardon à la société Michelin pour les essais de la Micheline. En 1933, un prototype de l'autorail Bugatti assure des liaisons commerciales sur la ligne Paris-Deauville. Le réseau commande aussi des autorails Lorraine ou des autorails Pauline type 2 bis et 4.
En 1934, la compagnie du Paris-Orléans qui fusionne avec la compagnie du Midi, cède en échange de la fusion, au réseau de l'État les lignes du sud de la Bretagne, c'est-à-dire la ligne de Savenay à Landerneau et lignes afférentes.
Lors de l'été 1937, le gouvernement décide de nationaliser les chemins de fer. Le réseau est incorporé en 1938 à la SNCF. Raoul Dautry est alors élu au conseil d'administration de la SNCF (pressenti pour en devenir le président, il décline l'offre).

### Sections de chemins de fer de campagne
Pour organiser ses transports et les constructions et exploitations de lignes militaires, le ministère de la Guerre avait une direction dénommée : Direction des Chemins de fer de Campagne (D.C.F.C.). Le personnel des sections techniques d'ouvriers de Chemins de fer de Campagne  était recruté dans le personnel des réseaux, parmi les ingénieurs, employés et ouvriers au service des grandes compagnies et du réseau de l'État, soit volontaires, soit assujettis au service militaire par la loi de recrutement et était réparti en dix sections, trois concernaient le réseau de l'État : 
- 4e : État.
- 8e : Est, État et Nord.
- 9e : État

## Étendue du réseau

Carte du réseau de l'État en 1937, juste avant la création de la SNCF.

Lignes État
- Chartres - Bordeaux
- Paris - Chartres par Gallardon

Principales lignes provenant de la compagnie de l'Ouest
- Paris à Rennes et Brest par Le Mans
- Saint-Cyr-l'École à Granville
- Paris au Havre par Rouen
- Mantes-la-Jolie à Cherbourg par Caen
- Pontoise à Dieppe
- Malaunay à Dieppe
- Lison à Lamballe
- Rennes à Redon
- Sablé à Montoir-de-Bretagne par Châteaubriant

### En banlieue parisienne

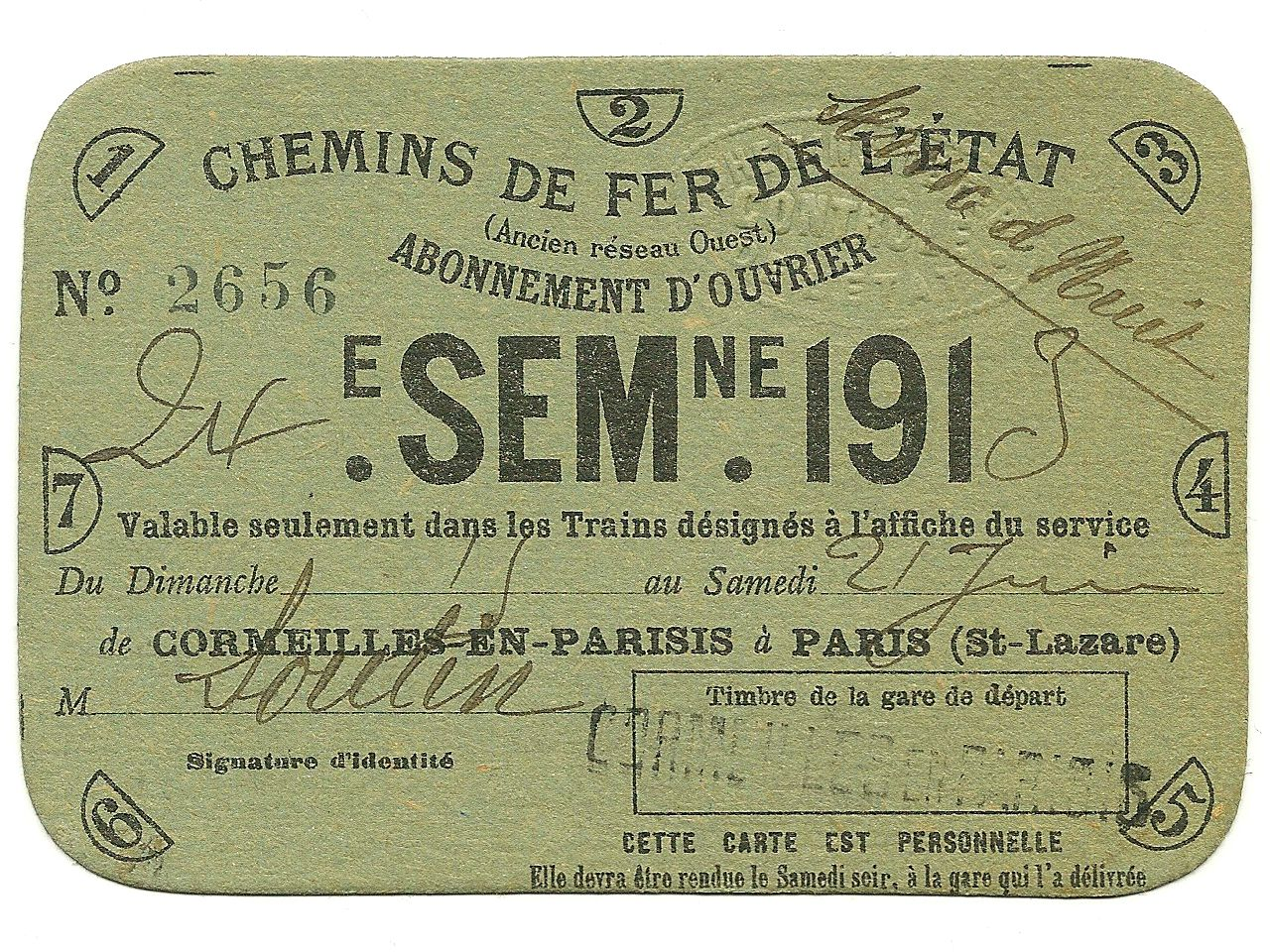
Carte d'abonnement de Cormeilles-en-Parisis à Paris-Saint-Lazare, des Chemins de Fer de l'État.

La compagnie possède dans Paris (anciennes gares de la compagnie de l'Ouest) 
deux gares principalesSaint-Lazare, Montparnasse,
deux gares secondairesChamp de Mars, Invalides.
De plus, l'exploitation du réseau Saint-Lazare qui dessert la banlieue Ouest depuis la gare Saint-Lazare lui est confiée :
- Paris à Saint-Germain-en-Laye
- Paris à Versailles-Rive-Droite
- Paris à Versailles-Rive-Gauche
- Paris à Mantes-la-Jolie par Achères
- Paris à Mantes-la-Jolie par Conflans-Sainte-Honorine
- Paris à Auteuil
- Puteaux à Issy-Plaine
- Raccordement de Boulainvilliers (Champ de Mars à la ligne d'Auteuil)
- Ligne des Invalides
- Saint-Cloud à Saint-Nom-la-Bretèche
- Achères à Pontoise
- Raccordement des Vallées

ainsi que le réseau de banlieue au départ de Montparnasse :
- Plaisir à Épône
- Paris à Dreux
- Ligne Paris-Chartres au Mans